# Codajás
Codajás est une municipalité brésilienne de l'État d'Amazonas .